# Irache (Navarra)
Irache (en euskera: Iratxe) es una localidad perteneciente al municipio navarro de Ayegui en España. Su población en 2017 fue de 454 habitantes (INE).
Es conocido por su patrimonio artístico: el monasterio de Santa María la Real de Irache, y por estar en el Camino de Santiago. También están  las Bodegas Irache, que tienen una «fuente del vino» a disposición de los peregrinos.

## Toponimia
El nombre procede del vasco iratze ‘helechal’. En documentos antiguos tiene las formas Irazi, Irachi, Irax, Iraiz.
El nombre de la Virgen de Santa María de Real de Irache ha dado lugar al nombre de mujer Irache en español, e Iratxe en vasco.

## Demografía
| 2000 | 2001 | 2002 | 2003 | 2004 | 2005 | 2006 | 2007 | 2008 |
| ---- | ---- | ---- | ---- | ---- | ---- | ---- | ---- | ---- |
| 154  | 180  | 244  | 292  | 324  | 361  | 377  | 363  | 131  |